# Carlo Turcato
Carlo Turcato   (Cervignano del Friuli, 22 de setembre de 1921 - Pàdua, 2 de juny de 2017) va ser un tirador d'esgrima italià, especialista en sabre, que va competir durant les dècades de 1940 i 1950.
El 1948 va prendre part en els Jocs Olímpics d'Estiu de Londres, on disputà dues proves del programa d'esgrima. En la prova de sabre per equips guanyà la medalla de plata, mentre en la del sabre individual quedà eliminat en sèries.